# Aulacus flavigenis

Aulacus flavigenis (лат.) — вид эваноидных наездников из семейства Aulacidae. Дальний Восток и Восточная Азия.

## Распространение
Россия (Приморский край), Китай (Heilongjiang), Южная Корея (Gangwon-do).

## Описание
Мелкие перепончатокрылые наездники, длина тела около 1 см. Основная окраска тела буровато-чёрная: голова красновато-коричневая (с чёрными верхними частями лба и средней частью темени); передние тазики коричневые; брюшко чёрное с красновато-коричневыми первым и вторым тергитами. Затылочный киль отсутствует. Передние крылья с поперечной жилкой 2r-m. Претарзальные коготки простые, не гребенчатые и без зубцевидных выступов вдоль внутреннего края. Усики длинные 14-члениковые у обоих полов. Формула щупиков 6,4. Грудь с грубой скульптурой. Имеют необычное прикрепление брюшка высоко на проподеуме грудки. Хозяева: рогохвосты Xiphydria palaeanarctica Semenov-Tian-Shanskij и Xiphydria popovi Semenov-Tian-Shanskij & Gussakovskij (Hymenoptera, Xiphydriidae).

## Систематика
От близких видов Aulacus flavigenis отличается коричневыми передними бёдрами (у Aulacus sinensis бёдра чёрные). Вид был впервые описан в 1986 году российским энтомологом В. Н. Алексеевым (Орехово-Зуевский пединститут, Орехово-Зуево), а его валидный статус подтверждён в ходе ревизии в 2016 году китайскими энтомологами Х.Ченом (Hua-yan Chen), З.Сю (Zai-fu Xu; South China Agricultural University, Гуанчжоу, Китай) и итальянским гименоптерологом Джузеппе Ф. Турриси (Giuseppe Fabrizio Turrisi; University of Catania, San Gregorio di Catania, Италия).